# André Koechlin
André Koechlin (Mulhouse, 3 agosto 1789 – Parigi, 24 aprile 1875) è stato un ingegnere francese, imprenditore tessile, costruttore di macchine tessili a vapore e di locomotive a vapore.

## Biografia
André Koechlin era nipote di Samuel Koechlin e genero di Daniel Dollfus-Mieg, capo della società tessile Dollfus-Mieg. Alla morte del suocero ne prese il posto alla guida della società e, tra il 1818 e il 1826, questa divenne l'azienda tessile più importante di Mulhouse. Nel 1826 costituì la società di ingegneria alsaziana Andre & Cie Koechlin per la costruzione di macchine a vapore per l'industria tessile; Nel 1839 Koechlin si cimentò nella fabbricazione di materiale ferroviario e locomotive a vapore con buoni risultati. L'azienda prosperò e nel 1839 impiegava 1.800 persone. Nel 1842 Koechlin era divenuto il più grande produttore di locomotive francese, dopo averne costruite 22 unità. La produzione crebbe costantemente; nel solo anno 1857 erano state prodotte 91 locomotive a vapore. 
Fu uno dei sei più grandi costruttori di locomotive francesi fino alla fusione, nel 1872, della sua azienda con l'Elsässische Maschinenbau-Gesellschaft Grafenstaden. In seguito a tale operazione nacque la Société Alsacienne de Constructions Mécaniques. 
André Koechlin svolse anche attività politica; fu sindaco di Mulhouse dal 1830 fino al 1843 e fu eletto deputato nel 1830, 1831, 1841 e 1846. Ottenne la Legion d'Onore nel 1836.